# Rovos Rail
Rovos Rail er et privatejet jernbaneselskab med hovedsæde i Sydafrika. Det blev grundlagt i 1989, og ejer og driver blandt andet Pride of Africa.